# Équithérapie sur lit bâché

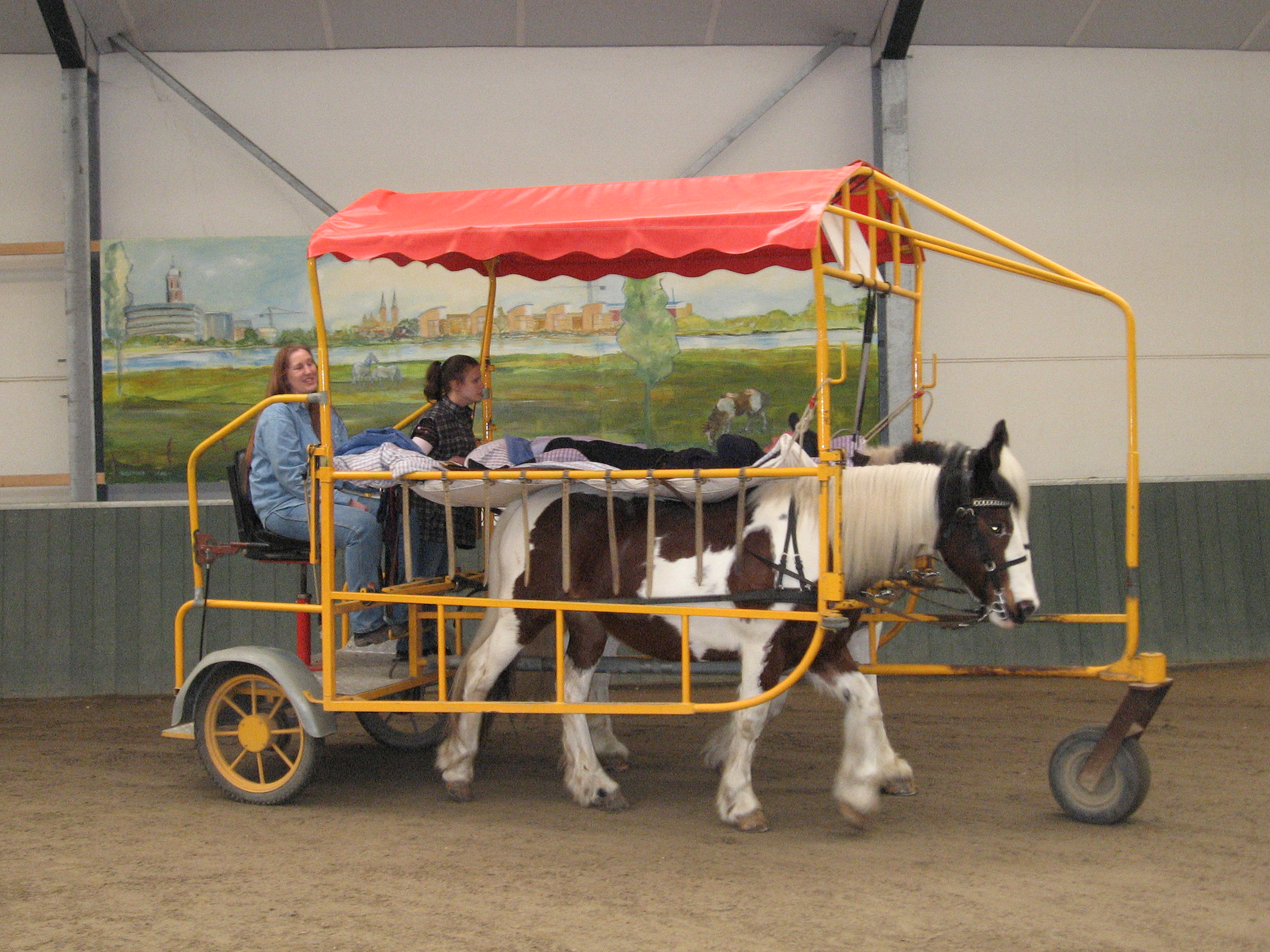
Un lit bâché

 (mars 2010).
Si vous disposez d'ouvrages ou d'articles de référence ou si vous connaissez des sites web de qualité traitant du thème abordé ici, merci de compléter l'article en donnant les références utiles à sa vérifiabilité et en les liant à la section « Notes et références ».
L'équithérapie sur lit bâché est une méthode d'équithérapie destinée aux personnes poly-handicapées physiques.

## Objectifs
L'équithérapie sur lit bâché est indiquée aux personnes qui, en raison de leur handicap, bougent peu, marchent peu ou sont incapables de marcher.
Le but est de faire se mouvoir facilement les poly-handicapés physiques. La méthode stimule la circulation du sang et des fonctions vitales de l'organisme comme le métabolisme et la digestion, et permet de réduire des troubles comme la constipation et les spasmes. Par ailleurs, la cadence, la chaleur des chevaux et le contexte font que le patient se détend, éprouve du plaisir et reçoit un massage.
Des affections comme la constipation, les crises d'épilepsie et la présence persistante de mucus pulmonaire, lors entre autres, de mucoviscidose (fibrose kystique), peuvent être réduites par l'équithérapie sur lit bâché.
De même, il s'est avéré que cette thérapie exerce un effet stimulant chez les personnes plongées dans le coma[réf. nécessaire].
L'équithérapie sur lit bâché a été lancée en 1990 à Bennekom (Pays-Bas), où est actuellement établi le Manege zonder drempels (manège sans seuils).
Depuis, une vingtaine de centres équithérapeutiques sur lit bâché ont vu le jour, ainsi qu'un centre de formation de cochers sur lit bâché, près du PTC à Barneveld.

## Description
Un lit bâché est une structure en acier à laquelle sont attelés deux chevaux spécialement entraînés à la tâche. Au-dessus du dos des chevaux est tendue une bâche sur laquelle le patient subit des mouvements en position couchée. Le lit bâché peut être conduit dans ou en dehors du manège.

## Les chevaux
Les chevaux utilisés sont généralement de races Tinker, Fjord et Haflinger. Une hauteur au garrot de 1,40 à 1,45 m est idéale. 
Les chevaux doivent avoir la même hauteur au garrot, de préférence un dos long et un pas calme et régulier. La formation d'une paire de chevaux exige souvent une année.

Pour les petits lits bâchés, on utilise des petits poneys, mais on ne peut y installer des grands enfants ou des adultes ; par ailleurs, les poneys n'adoptent pas le pas paisible adéquat.

## L'appareillage
Globalement, il existe trois types de lit bâché :
1. le type « standard » à trois roues, avec une seule roue pivotante à l'avant et un essieu à l'arrière sur lequel se trouve le siège du cocher/conducteur de lit bâché ;
2. le type à quatre roues, avec deux roues pivotantes à l'avant, et un essieu à l'arrière sur lequel se trouve le siège du cocher/conducteur de lit bâché ;
3. le type balance à trois roues, avec deux roues près du milieu des chevaux et une seule roue pivotante à l'arrière, derrière le siège du cocher/conducteur de lit bâché.

Le lit bâché à quatre roues et le lit bâché balance à trois roues peuvent être équipés d'un lève-personne qui permet de placer le patient sur le lit.
Pour le type « standard » à trois roues, le patient est installé sur le lit à l'aide d'un lève-personne spécial. Pour ce faire, le lit doit être entièrement ou partiellement escamoté ou relevé.
Certains lits bâchés sont munis de coussins contre lesquels les chevaux peuvent pousser, si bien que le harnais à bricole et les traits ne sont pas nécessaires et que les chevaux peuvent être attelés et dételés plus rapidement. Le cadre auquel la bâche est fixée doit être réglé en hauteur en fonction des chevaux.
Pour influer sur l'intensité de la transmission du mouvement entre chevaux et patient, la bâche sur laquelle le patient est couché est munie de sangles tout autour et des deux côtés.

## Le manège
Dans un manège, l'espace doit de préférence être le plus vaste possible (40 x 20 m au moins) et comporter un sol plan et solide.
Des équipements (médicaux) supplémentaires peuvent être nécessaires en fonction du patient.
L'équithérapie sur lit bâché peut également être combinée avec une ferme de soins ou un établissement de soins généraux.